# Batalla de Angostura
La Primera Batalla de Angostura (18 de enero de 1817) fue un enfrentamiento librado en la Guerra de independencia de Venezuela.

## Antecedentes
Poco antes del invierno de 1816 Manuel Piar y Manuel Cedeño unieron sus guerrillas tras ponerse de acuerdo sobre la estructura de mando (ambos eran caudillos de montoneras autónomas por lo que el asunto era delicado). Piar quedó como general en jefe y ordenó seguir hacia Angostura antes que las crecidas de los ríos cortaran su camino. Los realistas dominaban las aguas del río Caura con una escuadrilla de tres flecheras y dos cañoneras bien armadas, en cuyas orillas occidentales acamparon los patriotas el 23 de diciembre, ahí realizaron una junta de guerra donde se resolvió qué hacer, se siguieron las ideas del coronel José Antonio Anzoátegui. Muchos oficiales, por no estar de acuerdo o por el mal trato que el violento carácter de Piar les daba, desertaron (ese fenómeno venía desde días antes).
La margen oriental del río era defendida por 500 infantes y 300 jinetes monárquicos. Como no tenía ningún barco, el general ordenó al coronel José Lienzo y 25 soldados construir en los bosques algunas embarcaciones de ceiba. En la noche del 31 de diciembre el oficial de marina Rafael Rodríguez atravesó el río con 3 soldados escogidos en una pequeña lancha sin ser detectado. Después sorprendió a la avanzadilla realista y tomó otra lancha. Después volvió a la otra orilla y ayudó a cruzar a dos piquetes de infantes para atacar al enemigo por sorpresa. Al mismo tiempo la artillería patriota abrió fuego sobre el campamento enemigo y el general Cedeño, el capitán Lorenzo Hinojosa y un escuadrón de jinetes de élite cruzaron a nado el río por el Paso Real. Los realistas, aterrados, huyeron tras apenas luchar y perseguidos hasta San Pedro por Cedeño.

## Batalla
El 12 de enero los patriotas acampaban en El Juncal. Al amanecer del 17 el capitán José Gabriel Lugo tomaba el cerro Samuro. Esto animó a Piar, quien decidió atacar en la noche del 18 de enero, pero el coronel Fitzgerald había reforzado bien las defensas y le rechazó. El gobernador realista había construido dos fortines: San Rafael al norte y San Fernando al sur de la ciudad. Además, había rodeado la villa con parapetos y un pozo de agua reforzados con 30 cañones. Los patriotas entraron por los barrios de Perro Seco, Monserrate y Céiba a las órdenes del coronel Bartolomé Salom, llegando frente a la Plaza de Armas pero fueron las posiciones enemigas estaban muy bien fortificadas y son forzados a retirarse. Los realistas eran apoyados por 2 fragatas, 3 goletas y 4 cañoneras situadas en el Orinoco o en la laguna Cornieres.

## Consecuencias
La derrota debilitó mucho a la autoridad de Piar y cuando llegó la noticia del desembarco de Simón Bolívar muchos oficiales desertaron. Fracasado el ataque, Piar procede a asediar la villa, pero el 24 de enero deja las tropas a cargo de Cedeño y marcha sobre las misiones de Caroní, lugar de abastecimiento de toda la región. A principios de febrero cruza el río homónimo por el paso de Caruachi, toma Utapa y pasa el resto del mes conquistando las misiones.